# Conte di Diois
Conte di Diois / Dyois è un titolo di nobiltà, originariamente in parìa di Francia. Venne creato nel 1350 all'interno del Delfinato di Viennois; patrimonio di Filippo VI di Francia, quando Umberto II del Viennois vendette le sue terre e titoli al re Filippo VI di Francia. Tutto il patrimonio del Delfinato consisteva in: conte di Albon, Grésivaudan, Briançonnais, Grenoble, Oisans, Briançon, Embrun e Gaph, Barone de La Tour du Pin, Delfini del Viennois, conte di Valentinois, e dato a Cesare Borgia unito a duca di Valentinois da Luigi XII di Francia.